# Titanic II
A Titanic ll az 1912. április 15-én elsüllyedt RMS Titanic mintájára megépíteni tervezett óceánjáró. Az új hajót 56 000 bruttó regisztertonnásra tervezik, míg az eredeti hajó 46 000 BT volt. A projektet 2013-ban jelentette be Clive Palmer ausztrál üzletember és bányamágnás, valamint cége, a Blue Star Line hajótársaság (amely az eredeti hajót üzemeltető White Star Line társaságról kapta a nevét).
2015 szeptemberében bejelentették, hogy az eredeti 2016-os időponthoz képest 2018-ra tervezik a hajó indulását. Ezután hosszú ideig nem volt bejelentés. Egy 2018. szeptember 27-én közzétett cikk szerint az építkezés folytatódik, a vízre bocsátás pedig 2022-re várható. Azóta azonban semmilyen előrelépés nem történt, így kétséges, hogy a projekt megvalósul-e valaha.

## Tervezés

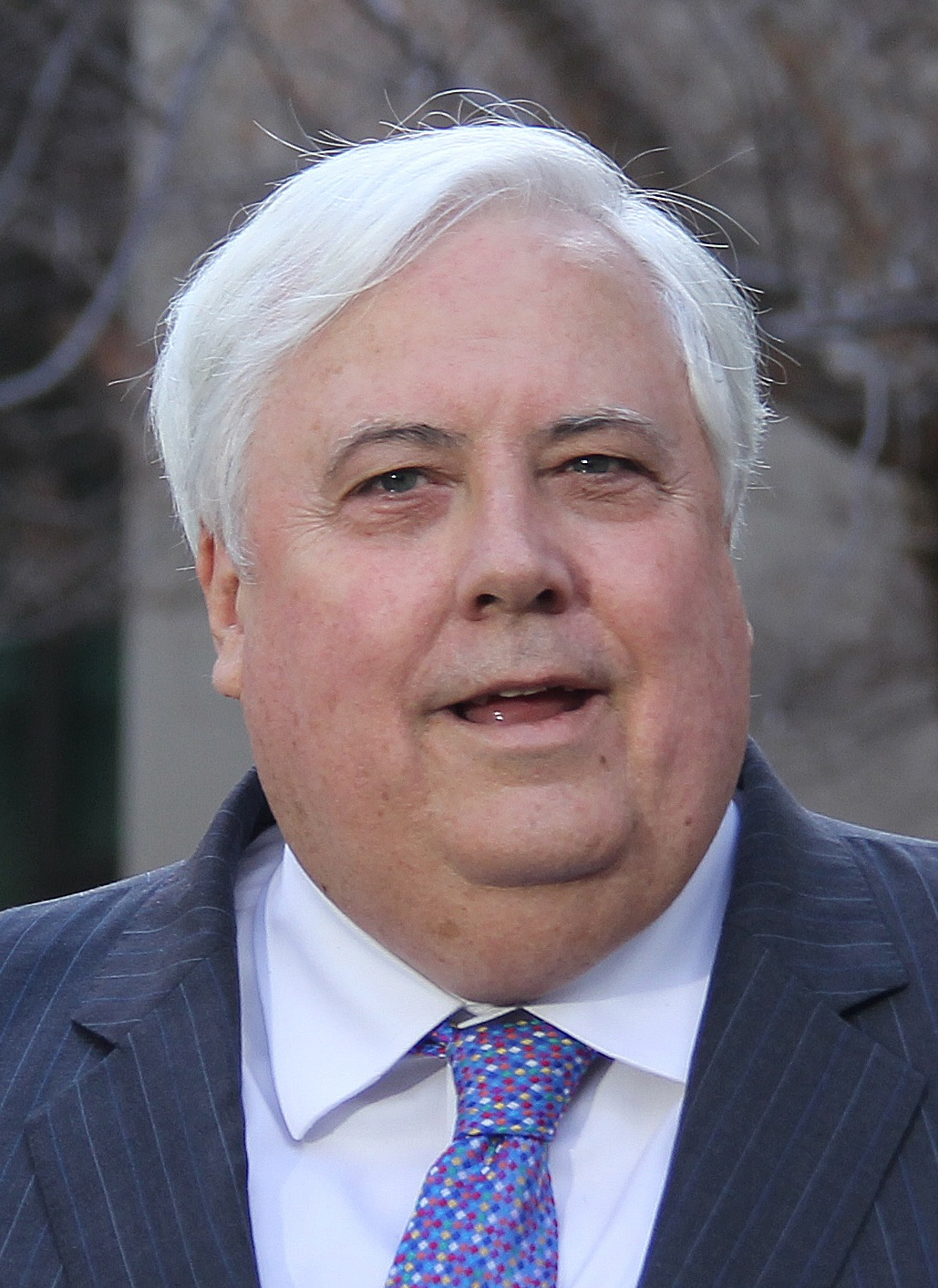
Clive Palmer 2015-ben

Clive Palmer először 2006. április 30-án, egy sajtótájékoztatón jelentette be a projektet, miután tíz nappal korábban aláírta a szerződést az állami tulajdonban lévő kínai CSC Jinling hajógyárral. Június 19-én bejelentették, hogy a Deltamarin Ltd. finn hajógyártó céget bízták meg a hajó belterének kialakításával, és július 17-én általános megállapodást tett közzé. 
A Blue Star Line 2012 októberében jelentette be, hogy a Titanic kutatóját, Steve Hallt tanácsadónak és történésznek kérték fel a projekthez, és a Titanic belső szakértőjét, Daniel Klistornert pedig designtervezőnek nevezték ki. 
Később, még abban a hónapban bejelentették, hogy egy tanácsadó testületet alakítanak ki, hogy „segítséget nyújtsanak a Blue Star Line számára annak biztosítása érdekében, hogy a Titanic II kellő tisztelettel adózzon a Titanicnak, a legénységének és az utasainak”. 
Bejelentették továbbá, hogy Terry Ismay, a White Star Line elnökének, Bruce Ismay-nek unokaöccse Helen Benzigerrel, Margaret Brown dédunokájával együtt a személyzet tagja lesz.
2016 áprilisában Palmer nikkelfeldolgozó vállalatának, a Queensland Nickelnek ügyvezetője azt állította, hogy majdnem 6 millió eurót vontak le ettől a vállalattól a Titanic II fejlesztése és forgalmazása érdekében. A rendszergazdák jelezték, hogy igyekeznek visszaszerezni ezt a pénzt.
Az eredeti tervek szerint a Titanic II az eredeti hajó kívül-belül pontos mása lesz, beleértve a törökfürdőt, a főlépcsőházat, az edzőtermeket, az éttermeket és kávézókat, a kabinokat, valamint az Oscar-díjas filmben is többször látható nagy báltermet is. 

## Összehasonlítás az RMS Titanickal

### Különbségek
- Nagyobb szélesség
- A hajótestet hegesztik, nem szegecselik
- Fedett, motoros mentőcsónakok minden utas számára
- Külön csónakfedélzet
- Dízelmotor
- Magasabb parancsnoki híd

## A projekt állapota
Amikor először bejelentették 2013-ban, Palmer azt állította, hogy az építkezés az év vége előtt kezdődik. A következő évre vonatkozó jelentések azt mutatták, hogy Palmer pénzügyi nehézségekkel küzd. Az építés megkezdését 2014 márciusára, majd az év végére halasztották. Az építés még 2015-ben sem kezdődött meg. Palmer szóvivője szerint a projekt csak késett, és első útját 2018-ra halasztották – két évvel későbbre, mint eredetileg tervezték. 
A Deltamarin Ltd. azonban azt nyilatkozta az ausztrál Broadcasting Corporation újságírójának, hogy a Titanic II munkálatai leálltak, miközben a kínai hajógyárban a munkavállalók igencsak kételkedtek benne, hogy a projekt valaha is elkészülne. Palmer végül lemondott a Titanic II-ről, a kínai kormánnyal szemben felmerült pénzügyi nézeteltérések miatt.  
2018. májusában a Sea Europe 2027-ig közzétett egy listát az összes tengerjáró hajóról, de a felsorolt hajók között nem szerepelt a Titanic II. 
2018. szeptember 27-én a Blue Star Line hivatalos honlapján megjelent közleményében jelentette be, hogy az építkezés újrakezdődik, és 2022-ben várható az elindulás. Ez volt az első frissítés a weboldalon 2014 óta.

## Fordítás
Ez a szócikk részben vagy egészben  a   Titanic II című angol Wikipédia-szócikk fordításán alapul.  Az eredeti cikk szerkesztőit annak laptörténete sorolja fel. Ez a jelzés csupán a megfogalmazás eredetét és a szerzői jogokat jelzi, nem szolgál a cikkben szereplő információk forrásmegjelöléseként.